# Lijst van voetbalinterlands Albanië - Bosnië en Herzegovina
Deze lijst van voetbalinterlands is een overzicht van alle officiële voetbalwedstrijden tussen de nationale teams van Albanië en Bosnië en Herzegovina. De landen speelden tot op heden vijf keer tegen elkaar. De eerste wedstrijd, een vriendschappelijke ontmoeting, werd gespeeld in Tirana op 30 november 1995. Het laatste duel, eveneens een vriendschappelijke wedstrijd, vond plaats op 28 maart 2017 in Elbasan.

## Wedstrijden
| № | Plaats  | Datum            | Competitie           | Wedstrijd                       | Uitslag |
| - | ------- | ---------------- | -------------------- | ------------------------------- | ------- |
| 1 | Tirana  | 30 november 1995 | Vriendschappelijk    | Albanië – Bosnië en Herzegovina | 2 – 0   |
| 2 | Zenica  | 24 april 1996    | Vriendschappelijk    | Bosnië en Herzegovina – Albanië | 0 – 0   |
| 3 | Tirana  | 8 oktober 2010   | EK 2012 kwalificatie | Albanië – Bosnië en Herzegovina | 1 – 1   |
| 4 | Zenica  | 7 juni 2011      | EK 2012 kwalificatie | Bosnië en Herzegovina – Albanië | 2 – 0   |
| 5 | Elbasan | 28 maart 2017    | Vriendschappelijk    | Albanië – Bosnië en Herzegovina | 1 – 2   |

## Samenvatting
| Competitie        | Totaal gespeeld | Winst Albanië | Gelijk | Winst Bosnië en Her. | Doelsaldo Albanië – Bosnië en Herz. |
| ----------------- | --------------- | ------------- | ------ | -------------------- | ----------------------------------- |
| EK-kwalificatie   | 2               | 0             | 1      | 1                    | 1 − 3                               |
| Vriendschappelijk | 3               | 1             | 1      | 1                    | 3 − 2                               |
| Totaal            | 5               | 1             | 2      | 2                    | 4 − 5                               |

Wedstrijden bepaald door strafschoppen worden, in lijn met de FIFA, als een gelijkspel gerekend.

## Details

### Eerste ontmoeting
De eerste ontmoeting tussen de nationale voetbalploegen van Albanië en Bosnië-Herzegovina vond plaats op 30 november 1995 in de Albanese hoofdstad Tirana. Het vriendschappelijke duel, bijgewoond door 30.000 toeschouwers, werd gespeeld in het Qemal Stafastadion, en stond onder leiding van scheidsrechter Krste Danilovski uit Macedonië. Bosnië-Herzegovina speelde de eerste officiële FIFA-interland uit de geschiedenis van de voormalige Joegoslavische deelrepubliek. Bij Albanië debuteerden onder anderen Nevil Dede, Afrim Tole, Altin Haxhi en doelpuntenmaker Enkelejd Dobi.
| Vriendschappelijk (Tirana, Albanië, 30 november 1995): |              | |
| Albanië | 2 – 0        | Bosnië en Herzegovina |
| Anesti Qendro 30' Enkelejd Dobi 50' | goals        | |
| Neptun Bajko | bondscoach   | Fuad Muzurović |
| Blendi Nallbani 46' Afrim Tole Saimir Malko Anesti Qendro Ilir Shulku 57' Ilir Alliu 66' Altin Haxhi 55' Redi Jupi 68' Elton Koça 65' Sokol Prenga 70' Roland Zajmi 77' | opstellingen | Ismir Pintol Vedin Musić Ibrahim Duro Muhamed Konjić Senad Begić Nedžad Fazlogić 80' Esmir Džafić Enes Demirović 46' Husref Musemić Almir Turković Asim Hrnjić |
| Xhevahir Kapllani 46' Enkelejd Dobi 55' Nevil Dede 57' Auron Miloti 65' Geri Çipi 66' Nordik Ruhi 68' Alpin Gallo 70' Gentjan Çoçja 77'                                 | wissels      | 46' Amir Osmanović 80' Said Fazlogić |
| Ilir Alliu | gele kaarten | Muhamed Konjić |
| | rode kaarten | Ibrahim Duro |

### Tweede ontmoeting
De tweede ontmoeting tussen de nationale voetbalploegen van Albanië en Bosnië-Herzegovina vond plaats op woensdag 24 april 1996 in Zenica. Het vriendschappelijke duel, bijgewoond door 6.120 toeschouwers, werd gespeeld in stadion Bilino Polje, en stond onder leiding van scheidsrechter Dragutin Poljak uit Kroatië. Hij deelde vier gele kaarten uit. Bosnië bracht twaalf debutanten in het veld: Fahrudin Omerović (İstanbulspor), Mirza Varešanović (Girondins de Bordeaux), Suad Katana (KAA Gent), Mirsad Hibić (Hajduk Split), Admir Šušić (Čelik Zenica), Pavo Dadić (Čelik Zenica), Meho Kodro (FC Barcelona), Halim Stupac (NK Jedinstvo), Elvir Baljić (Bursaspor), Ekrem Bradarić (HNK Rijeka), Ivica Jozić (VfL Wolfsburg) en Nermin Šabić (NK Osijek). Bij Albanië maakten acht spelers voor het eerst hun opwachting in de nationale ploeg: Ardian Behari (Flamurtari), Erjon Bogdani (Partizani), Artan Mergjyshi (Partizani), Fatmir Vata (NK Samobor), Dritan Baholli (Partizani), Mahir Halili (KS Kastrioti), Arjan Peço (KS Olimpik) en Dashnor Kastrioti (FSG Schiffweiler).
| Vriendschappelijk (Zenica, Bosnië en Herzegovina, 24 april 1996): |              | |
| Bosnië en Herzegovina | 0 – 0        | Albanië |
| | goals        | |
| Fuad Muzurović | bondscoach   | Neptun Bajko |
| Fahrudin Omerović Mirsad Varešanović 66' Senad Begić Muhamed Konjić Suad Katana Mirsad Hibić 1' Enes Demirović 83' Ivica Jozić Asim Hrnjić 46' Meho Kodro 75' Elvir Baljić 78' | opstellingen | 67' Blendi Nallbani 86' Ardian Behari Artan Mergjyshi Nevil Dede Saimir Malko Arjan Xhumba 43' Fatmir Vata 76' Kliton Bozgo 80' Alban Bushi 63' Sokol Prenga 46' Dashnor Kastrioti |
| Admir Šušić 1' Nermin Šabić 46' Vedin Musić 66' Halim Stupac 75' Ekrem Bradarić 78' Pavo Dadić 83'                                                                             | wissels      | 43' Ardian Mema 46' Elton Koça 63' Arjan Peço 67' Xhevahir Kapllani 76' Dritan Baholli 80' Mahir Halili 86' Erjon Bogdani                                                          |
| Senad Begić Meho Kodro | gele kaarten | Dashnor Kastrioti Nevil Dede |

### Derde ontmoeting
De derde ontmoeting tussen de nationale voetbalploegen van Albanië en Bosnië-Herzegovina vond plaats op 6 oktober 2010 in Tirana. Het EK-kwalificatieduel, bijgewoond door 14.220 toeschouwers, werd gespeeld in het Qemalstafa Stadion, en stond onder leiding van scheidsrechter Kristinn Jakobsson uit IJsland. Hij deelde vijf gele kaarten uit.
| EK 2012 kwalificatie (Tirana, Albanië, 8 oktober 2010):                                                                                                  |              | |
| Albanië | 1 – 1        | Bosnië en Herzegovina |
| Klodian Duro 45' | goals        | 45' Vedad Ibišević |
| Josip Kuže | bondscoach   | Safet Sušić |
| Arian Beqaj Kristi Vangjeli Andi Lila Armend Dallku Ansi Agolli Gjergj Muzaka 66' Klodian Duro Lorik Cana Ervin Bulku Hamdi Salihi 85' Erjon Bogdani 47' | opstellingen | 47' Kenan Hasagić Emir Spahić Mensur Mujdža 47' Adnan Mravac Elvir Rahimić Miralem Pjanić Zvjezdan Misimović Haris Međunjanin Senad Lulić 90' Edin Džeko Vedad Ibišević |
| Ervin Skela 47' Gilman Lika 66' Jahmir Hyka 85' | wissels      | 47' Asmir Begović 47' Boris Pandža 90' Senijad Ibričić |
| Erjon Bogdani 9' Armend Dallku 38' | gele kaarten | 40' Senad Lulić 45' Adnan Mravac 53' Emir Spahić |

### Vierde ontmoeting
De vierde ontmoeting tussen de nationale voetbalploegen van Albanië en Bosnië-Herzegovina vond plaats op 7 juni 2011 in Zenica. Het EK-kwalificatieduel, bijgewoond door 10.000 toeschouwers, werd gespeeld in stadion Bilino Polje, en stond onder leiding van scheidsrechter Kevin Blom uit Nederland. Hij werd geassisteerd door zijn landgenoten Nicky Siebert en Patrick Langkamp, en deelde een rode kaart uit aan de Albanese invaller Andi Lila in de 87ste minuut.
| EK 2012 kwalificatie (Zenica, Bosnië en Herzegovina, 7 juni 2011): |              | |
| Bosnië en Herzegovina | 2 – 0        | Albanië |
| Haris Međunjanin 67' Darko Maletić 90' | goals        | |
| Safet Sušić | bondscoach   | Josip Kuže |
| Kenan Hasagić Emir Spahić Boris Pandža Mensur Mujdža 73' Elvir Rahimić Miralem Pjanić 77' Zvjezdan Misimović Haris Međunjanin Senad Lulić Vedad Ibišević 61' Edin Džeko | opstellingen | Samir Ujkani Kristi Vangjeli Armend Dallku Debatik Curri Ervin Skela 72' Altin Lala Lorik Cana 60' Ansi Agolli Ervin Bulku Hamdi Salihi 46' Erjon Bogdani |
| Zlatan Muslimović 61' Darko Maletić 73' Muhamed Bešić 77' | wissels      | 46' Klodian Duro 60' Andi Lila 72' Gjergj Muzaka |
| Darko Maletić 77' | gele kaarten | 78' Klodian Duro |
| | rode kaarten | 87' Andi Lila |